# Stade José María Minella
 (septembre 2024).
Si vous disposez d'ouvrages ou d'articles de référence ou si vous connaissez des sites web de qualité traitant du thème abordé ici, merci de compléter l'article en donnant les références utiles à sa vérifiabilité et en les liant à la section « Notes et références ».
Le stade José María Minella (espagnol : Estadio José María Minella) est un stade argentin se situant à Mar del Plata.

## Histoire
Construit entre 1976 et 1978, pour la Coupe du monde de football de 1978, il accueillit des matchs du premier tour (Italie-France, Italie-Hongrie, France-Hongrie, Brésil-Suède, Brésil-Espagne et Brésil-Autriche).
Il accueillit le 24 février 1993 la Coupe Artemio-Franchi, opposant l'Argentine au Danemark, match gagné par l'Argentine (1-1 tab 5-4).
Il accueillit les Jeux panaméricains 1995 ainsi que la Coupe du monde de football des moins de 20 ans en 2001.
Ce stade est occupé par deux équipes : le Club Atlético Aldosivi (D2 argentine) et le Club Atlético Alvarado (D3 argentine).